# Cool教信者
Cool教信者（日语：／ Kūrukyōshinja，6月23日—）為女性日本漫畫家和漫画原作者，另有筆名來木要（日語：来木要）。

## 生平
Cool教信者自2007年開始將作品投稿至新都社。2011年，他在2ch和pixiv發表的《关于完全听不懂老公在说什么的事》被一迅社以單行本出版。2012年開始發表《小森同学拒绝不了！》，目前在商業雜誌有多作連載。

## 作品列表

### 連載作品
- 小林家的龍女僕（小林さんちのメイドラゴン）[3]
- 乳乳乳乳（チチチチ）
- 關於完全聽不懂老公在說什麼的事（旦那が何を言っているかわからない件）（作者於自己的網站、pixiv上免費公開，一迅社另售單行本）
- 兔子芙拉（うさぎのフラウ）
- 最後一問（最後のしつもん）
- 只有二人的宅圈公主（ふたりぼっちのオタサーの姫）（『週刊YOUNG JUMP』、集英社）
- ラブタ（『まんがニートぷげら』、新都社）(クールたん名義)
- ぱらのいあけ～じ（『comicアンスリウム』、ジーオーティー）

### 完結作品
- 無芥末女友（さび抜きカノジョ）
- 滅子夜露死苦（滅子に夜露死苦）
- 妖怪少女♦分租房（もののけ◇しぇありんぐ）
- そして男はロリコンになった（pixiv上免费公开）
- 滿點打分牌（ふるまぷら）
- 大小姐姐姐（おじょじょじょ，傲嬌嬌嬌）[4]
- ホロビクラブ（『もっと!』、秋田書店）
- 伏魔殿（ふくまでん）
- 桃子男孩渡海而來（『週刊ヤングVIP』、新都社）
  - 桃子男孩渡海而來（從作者自己網站轉移到講談社『少年Magazine R』並連載，由ヨハネ擔當作畫。）※重製版
- 平穩世代的韋駄天們（『Young Animal』、白泉社，天原擔任原作，酷教信徒負責作畫）
- 小森同学拒绝不了！（小森さんは断れない）

### 其他
- 灰色的果實（第1話提供插圖）
- 請問您今天要來點兔子嗎？（TOKYO MX重播版第10話插圖）
- 三者三葉（第10話結尾插圖）
- 怪怪守護神（第7話結尾插圖）
- 來自深淵（第11話結尾插圖）
- 春原莊的管理員小姐（第9話結尾插圖）